# Escala de Evaluación de Tratamiento del Autismo
La Escala de Evaluación de Tratamiento del Autismo (ATEC) es una herramienta de evaluación diagnóstica de 77 ítems que fue desarrollada por Bernard Rimland y Stephen Edelson en el Instituto de Investigación del Autismo. La ATEC fue diseñada originalmente para evaluar la efectividad de los tratamientos para el autismo, pero también puede ser beneficioso como herramienta de detección para los niños. El cuestionario, que es completado por un padre, toma alrededor de 10 a 15 minutos y está diseñado para ser usado con niños de 5 a 12 años. La ATEC está actualmente disponible en 17 idiomas diferentes.
Varios estudios de investigación respaldan la ATEC como un instrumento confiable y válido en la evaluación de los síntomas y mejoras del autismo en niños. Las mediciones de subescala de comportamiento, conocimiento cognitivo y comunicación de ATEC se correlacionaron significativamente con otras medidas estandarizadas de las mismas características. La investigación también ha encontrado que la ATEC tiene éxito en la medición de los efectos de la intervención, así como en el seguimiento del desarrollo del comportamiento a lo largo de los períodos de tiempo. Sin embargo, los estudios que analizan la validez intercultural de la ATEC han arrojado resultados mixtos.

## Historia
Muchas medidas psicológicas para el autismo evalúan la estabilidad en el tiempo. Sin embargo, con el aumento de varios programas preventivos para el autismo, existe una mayor necesidad de que estas medidas evalúen el cambio a lo largo del tiempo. Además, no todas las medidas orientadas hacia bebés y niños pequeños son apropiadas para niños mayores a medida que continúan desarrollándose. La ATEC se creó para medir el éxito de estos programas preventivos y las medidas cambian con el tiempo en niños de diferentes edades. Se han establecido parámetros de práctica de alta calidad para ayudar a guiar la evaluación y el tratamiento del TEA.

## Puntuación e interpretación

### Desglose de artículos
Las preguntas se dividen en cuatro subescalas basadas en el contenido. 
- Sección 1: habla/lenguaje y comunicación.
- Sección 2: sociabilidad.
- Sección 3: conciencia sensorial y cognitiva.
- Sección 4: comportamiento físico/salud.

### Tanteo
Para las Secciones 1-3, se les pide a los padres que lean la declaración en cada ítem e indiquen si es "no verdadero / descriptivo", "algo verdadero / descriptivo" o "muy verdadero / descriptivo" de su hijo. La Sección 4 le pide a los padres que indiquen si las declaraciones describen algo que "no es un problema", un "problema menor", un "problema moderado" o un "problema grave" para su hijo. 
Las puntuaciones totales en el rango ATEC de 0 a 180 y se calculan sumando las puntuaciones de cada subescala. En general, una puntuación más alta indica un mayor grado de deterioro de los síntomas. A las respuestas a cada pregunta se les asigna un valor numérico y luego se suman. 
- En la sección 1 y la sección 3, una respuesta de "no verdadero / descriptivo" recibe 2 puntos, una respuesta de "algo verdadero / descriptivo" recibe 1 punto, y una respuesta de "muy verdadero/descriptivo" recibe 0 puntos, cuando haya una sección 2 una respuesta de "no verdadero / descriptivo" recibe 0 puntos, una respuesta de "algo verdadero / descriptivo" recibe 1 punto, y una respuesta de "muy verdadero / descriptivo" recibe 2 puntos
- En la sección 4, una respuesta de "no es un problema" recibe 0 puntos, una respuesta de "problema menor" recibe 1 punto, una respuesta de "problema moderado" recibe 2 puntos y una respuesta de "problema grave" recibe 3 puntos.

### Cortes e interpretación
Tanto las puntuaciones de subescala como las puntuaciones totales se pueden utilizar para calcular un percentil de gravedad en el que se encuentra el participante, en relación con las distribuciones de puntuaciones proporcionadas por el Autism Research Institute. Los siguientes criterios para interpretar los puntajes de la ATEC son los siguientes: 
- Puntuaciones totales de menos de 30 a la edad de tres años: indican que el niño posee patrones de comportamiento y habilidades de comunicación algo normales y tiene una alta probabilidad de llevar una vida normal e independiente con síntomas mínimos de TEA.
- Puntuaciones totales de menos de 50 a la edad de tres año: indican que el niño probablemente será capaz de llevar una vida semiindependiente sin necesidad de ser colocado en un centro de atención formal.
- Puntuaciones totales de 104 o más: indica que el niño caería en el percentil 90 y se consideraría severamente autista. Es probable que él o ella necesite atención continua, tal vez en una institución, y no pueda lograr ningún grado de independencia de los demás.[5][11]

Investigaciones adicionales sobre la ATEC identifican los diversos puntos de corte y percentiles para las puntuaciones de subescala y totales.

## Otras lecturas
- Volkmar, Fred; Siegel, Matthew; Woodbury-Smith, Marc; King, Bryan; McCracken, James; State, Matthew; AACAP Committee on Quality Issues (February 2014). «Practice parameter for the assessment and treatment of children and adolescents with autism spectrum disorder». Journal of the American Academy of Child and Adolescent Psychiatry 53 (2): 237-57. PMID 24472258. doi:10.1016/j.jaac.2013.10.013.